# LaSalle-Wacker Building
LaSalle-Wacker Building es un rascacielos construido en el número 221 de LaSalle Street (también conocido como 121 de West Wacker Drive), en Chicago. El rascacielos tiene 41 plantas en el fin del norte del LaSalle Calle canyon en el Bucle área comunitaria de Chicago, Illinois, Estados Unidos.

## Diseño
Originalmente planeado como un edificio de 37 plantas, el promotor adquirió un edificio en forma de L aparte de la parcela original y amplió el solar. En caliza y granito, el Holabird & Root fueron los diseñadores (Andrew Rebori fue el arquitecto asociado) sirviendo como edificio de oficinas. Cuándo fue construido, el remate superior superior del edificio podía ser visto desde 200 millas. Cuando con otros edificios en Chicago, la edificación upwardly encendida por la noche con luz de luna, y la cumbre es típicamente iluminada en azul cobalto.  El diseño de iluminación nocturna era un tema arquitectónico contemporáneo común en la ciudad, visto también en el edificio Wrigley, Torre Tribune, 35 East Wacker, Palmolive Edificio, y edificio de la Junta de Comercio de Chicago.

## En la cultura popular
El edificio fue utilizado como backdrop en la película Batman Begins (2005). WFMT, la primera superestación de radio de América, mantuvo estudios en el edificio de 1954 hasta 1995.